# Coulteria
- Commons
- Wikispecies

Coulteria Kunth é um género de plantas fabáceas, pertencente à sub-família Caesalpinioideae. As espécies deste género são plantas lenhosas que ocorrem em zonas tropicais e subtropicais da América latina. O nome do género é uma homenagem ao botânico irlandês do século XIX Thomas Coulter.

## Seleção de espécies
| - Coulteria platyloba - Coulteria violacea, sinónimo: Caesalpinia violacea |

## Classificação do gênero
| Sistema | Classificação                     | Referência               |
| ------- | --------------------------------- | ------------------------ |
| Linné   | Classe Decandria, ordem Monogynia | Species plantarum (1753) |